# Sheldon Glashow
Sheldon Lee Glashow (né le 5 décembre 1932 à New York) est un physicien américain, reconnu principalement pour ses importantes contributions à la théorie de l'interaction électrofaible. Pour ce travail, il est colauréat avec Abdus Salam et Steven Weinberg du prix Nobel de physique de 1979. En 2010, il est professeur de la chaire Arthur G.B. Metcalf de physique à l'université de Boston.

## Biographie

### Premières années
Les parents de Sheldon Glashow sont des immigrés juifs de Russie qui s'installent à New York. Il étudie au Bronx High School of Science où il côtoie Steven Weinberg, futur corécipiendaire du prix Nobel de physique. Selon Glashow, lui et Weinberg étudiaient la physique dans le métro lors de leurs études pré-universitaires. Il eut aussi la chance d'apprendre le calcul intégral grâce à Dan Greenberger, un camarade de classe aujourd'hui devenu physicien.
Il ressort diplômé d'un Bachelor of Arts en physique de l'université Cornell en 1954. Il obtient ensuite son doctorat de l'université Harvard en 1959 (son superviseur de thèse est Julian Schwinger, prix Nobel de physique en 1965). Il poursuit ses études post-doctorales dans divers institutions, dont l'Institut Niels Bohr, le CERN et le California Institute of Technology. En 1961, il rejoint la faculté de physique de l'université de Californie à Berkeley à titre de professeur.

### Théorie électrofaible
Sa contribution majeure à la physique fut d'élaborer une extension à la théorie émise distinctivement par Weinberg et Salam dans les années 1960, nommée l'interaction électrofaible. Cette théorie, grosso modo, émet le postulat que l'électromagnétisme et l'interaction faible sont, sous certaines conditions, une seule et même interaction. Dans sa version initiale, celle-ci ne s'appliquait qu'aux leptons, une famille de particules comprenant entre autres les électrons et les neutrinos. L'extension que Glashow proposa permet d'appliquer la théorie à toutes les classes de particules.
Cette contribution majeure fut reconnue en 1979 : lui, Abdus Salam et Steven Weinberg sont colauréats du prix Nobel de physique de 1979 « pour leurs contributions à la théorie unifiée des interactions faibles et électromagnétiques entre les particules élémentaires, incluant entre autres la prédiction du courant neutre faible ».

### Université de Boston
En 1982, Glashow rejoint le corps professoral de la faculté de physique de l'université de Houston et ensuite, en 1984, celui de l'université de Boston, à laquelle il est affilié depuis. Ses autres travaux portent, entre autres, sur la chiralité matière/anti-matière (qu'il a prouvé vraie), sur les neutrinos ainsi que sur différents tests pour la relativité restreinte d'Einstein.
Il se fait aussi remarquer pour sa forte opposition à la théorie des supercordes, qu'il juge ne pas être de la science puisqu'elle n'émet aucune prédiction vérifiable empiriquement.

### Controverse
Luis González-Mestres a réagi aux affirmations de l'ouvrage de Lee Smolin The Trouble With Physics (version française : Rien ne va plus en physique !) qui attribue à Sidney Coleman et Sheldon Glashow son idée originale sur la possible suppression de la limite de Greisen-Zatsepin-Kuzmin par une violation de la relativité restreinte. Le travail de Gonzalez-Mestres était déjà connu bien avant que Coleman et Glashow ne formulent la même proposition sans citer ce chercheur du CNRS français.

## Distinctions et récompenses
- Médaille Oppenheimer
- Richtmyer Lecture Award
- Erice Science for Peace Prize
- Prix Nobel de physique

## Membre
- Société américaine de physique
- Association américaine pour l'avancement des sciences
- Académie américaine des arts et des sciences
- Académie des Lyncéens
- National Academy of Sciences Honors
- Sigma Xi

## Publications
- Interactions (1988)  (ISBN 0-446-38946-3)
- Le charme de la physique : la recherche des secrets de la matière [« The charm of physics »]  (trad. de l'anglais par Olivier Colardelle, préf. Gilles Cohen-Tannoudji), Paris, Albin Michel, coll. « Sciences d'aujourd'hui », 1997 (1re éd. 1990 en anglais), 321 p. (ISBN 2-226-09294-3, BNF 36168994)
- From Alchemy to Quarks (1993)  (ISBN 0-534-16656-3)